# Sokoto (stát)
Sokoto je jeden ze 36 států Nigérie. Leží severozápadní části země a jeho hlavním městem je Sokoto. V roce 2022 zde žilo přibližně 6,4 milionu obyvatel a je tak 11. nejlidnatějším nigerijským státem. Vznikl v únoru 1976. Na severu a západě sousedí s Nigerem, na východě se státem Zamfara a na jihu a západě se státem Kebbi. Státem protéká hned několik řek, jmenovitě Sokoto, Rima, Ka nebo Zamfara. Valná většina obyvatel jsou muslimové, stát byl navíc v minulosti centrem Sokotského sultanátu. Město je dodnes centrem islámského učení.